# امره (آمل)
امره، روستایی است از توابع بخش لاریجان شهرستان آمل در دهستان نمارستاق. فاصله این روستا با شهر آمل ۶۳ کیلومتر و با جاده هراز ۱۳ کیلومتر است. این روستا قدمتی تاریخی دارد و آثار خانه‌های گِلی در بخش بالایی آن هنوز بجا مانده‌است. منطقه «ولیگِسی» در بخش بالایی امره دارای اهمیت زیادی است. چون آب شرب و کشاورزی محل از چشمه آنجا تهیه می‌شود. ولیگسی دارای باغ‌های کشاورزی بزرگی است که در آن میوه‌های مختلفی مانند: گردو، شاتوت، گیلاس، آلبالو، سیب، گلابی و … است.
در سالیان اخیر در بخش پایینی امره خانه‌های زیادی ساخته شده و باعث بزرگ‌تر شدن محل و همچنین افزایش تعداد خانوار در روستا شده.

## جمعیت
این روستا در دهستان نمارستاق قرار داشته و براساس آخرین سرشماری مرکز آمار ایران که در سال ۱۳۸۵ صورت گرفته، جمعیت آن ۲۵ نفر (۹خانوار) بوده‌است.
این روستا یکی از روستاهای بکر و دارای طبیعتی دست نخورده می‌باشد.